# Câmpia Gherghiței
Câmpia Gherghiței este o zonă protejată (arie de protecție specială avifaunistică - SPA) situată în sud-estul României, pe teritoriile județelor Buzău (18%), Prahova (27%) și Ialomița (55%).

## Localizare
Aria naturală se întinde în extremitatea sud-vestică a județului Buzău, pe teritoriile administrative ale comunelor: Amaru, Glodeanu Sărat, Mihăilești, Movila Banului și Săhăteni; în cea sud-estică a județului Prahova, pe teritoriile comunelor: Baba Ana, Boldești-Grădiștea, Ciorani, Colceag, Fulga și Sălciile și în cea nord-vestică a județului Ialomița, pe teritoriile comunelor: Adâncata, Armășești, Bărbulești și Jilavele.Situl este străbătut de drumul național DN1D și de drumurile județene: DJ102D și DJ101E.

## Înființare
Situl Câmpia Gherghiței (cu o suprafață de 7.604,1 ha.) a fost declarat arie de protecție specială avifaunistică prin Hotărârea  de Guvern nr. 971 din 5 octombrie 2011 (pentru modificarea și completarea Hotărârii Guvernului nr. 1.284/2007 privind declararea ariilor de protecție specială avifaunistică ca parte integrantă a rețelei ecologice europene Natura 2000 în România).

## Biodiversitate
Încadrat în bioregiunea geografică (continentală și stepică) a Câmpiei Române, situl dispune de șase tipuri de habitate naturale: Ape dulci continentale (stătătoare, curgătoare), Culturi cerealiere extensive (inclusiv culturile de rotație cu dezmiriștire), Mlaștini (vegetație de centură), smârcuri și turbării, Pajiști ameliorate, Stâncării interioare, grohotișuri, dune interioare, zone cu zăpezi și ghețuri veșnice și Alte terenuri arabile; ce asigură condiții prielnice de odihnă, hrănire, cuibărire și reproducere pentru păsări acvatice în perioada migrației.

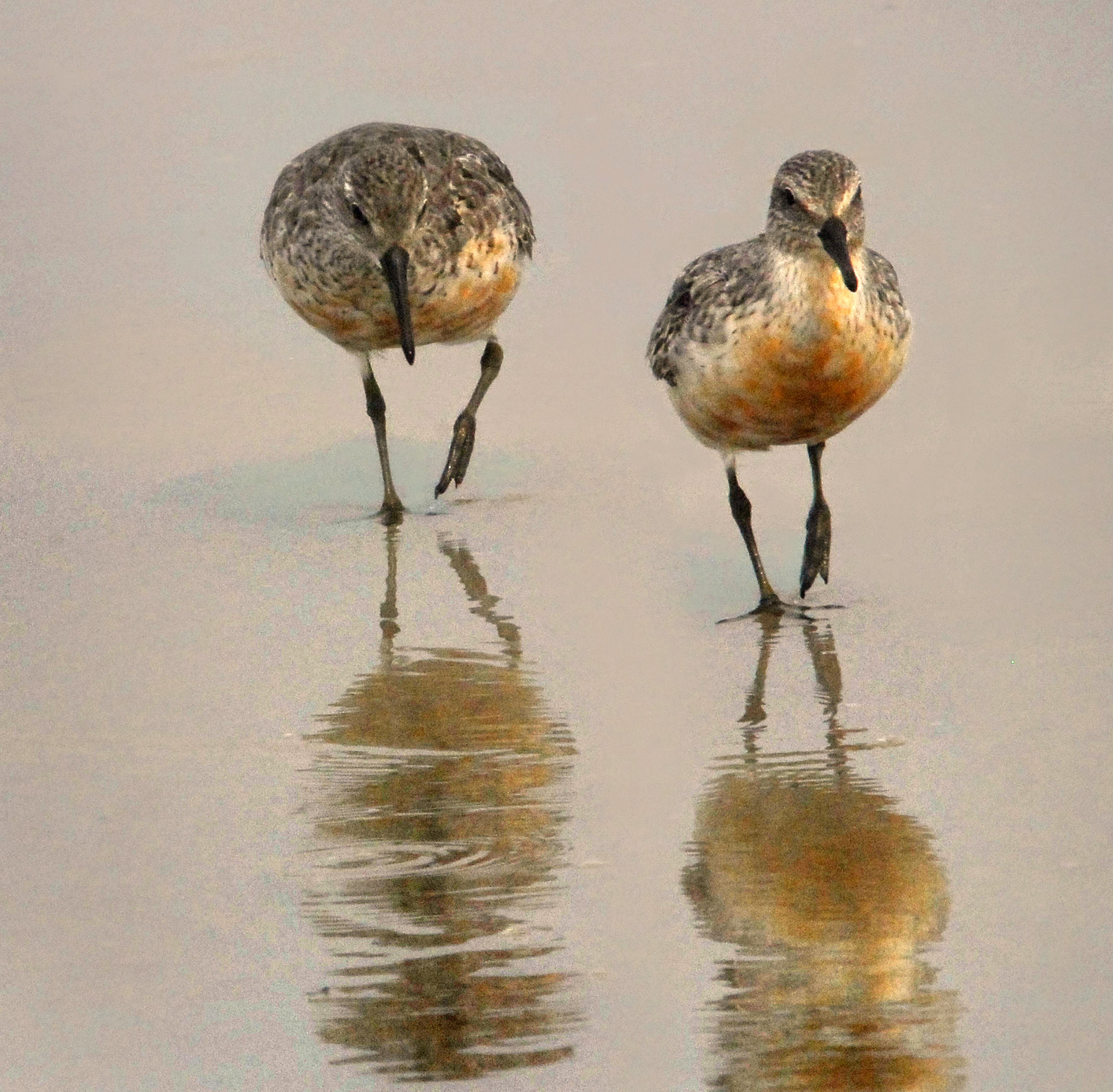
Fugaciul mare (Calidris canutus)

La baza desemnării sitului se află mai multe specii avifaunistice protejate la nivel european prin Directiva 79/409/CEE din 2 aprilie 1979 (privind conservarea păsărilor sălbatice) sau aflate pe lista roșie a IUCN; astfel: stârc roșu (Ardea purpurea), rață roșie (Aythya nyroca), rață pestriță (Anas strepera), rață mare (Anas platyrhynchos), rață cu cap castaniu (Aythya ferina), ciuf de câmp (Asio flammeus), cucuvea (Athene noctua), gârliță mare (Anser albifrons), gâscă de vară (Anser anser), lăcar de rogoz (Acrocephalus schoenobaenus), lăcar mare (Acrocephalus arundinaceus), lăcar de lac (Acrocephalus scirpaceus), pițigoi moțat (Aegithalos caudatus), șorecar comun (Buteo buteo), barză albă (Ciconia ciconia), erete de stuf (Circus aeruginosus), erete vânăt (Circus cyaneus), erete sur (Circus pygargus), prundaș gulerat mic (Charadrius dubius), corb (Corvus corax), cânepar (Carduelis cannabina), sticlete (Carduelis carduelis), florinte (Carduelis chloris), scatiu (Carduelis spinus''), fugaciul mare (Calidris canutus), botgros (Coccothraustes coccothraustes), ciocănitoare pestriță mare (Dendrocopos major), egretă mică (Egretta garzetta), măcăleandru (Erithacus rubecula), presură galbenă (Emberiza citrinella), presură de stuf (Emberiza schoeniclus), șoim de iarnă (Falco columbarius), vânturel roșu (Falco tinnunculus), șoimul rândunelelor (Falco subbuteo), ciovlică roșcată (Glareola pratincola), capîntors (Jynx torquilla), sfrâncioc mare (Lanius excubitor), codobatură galbenă (Motacilla flava), codobatură albă (Motacilla alba), presură sură  (Miliaria calandra), stârcul de noapte  (Nycticorax nycticorax), pietrar sur (Oenanthe oenanthe), pelican comun (Pelecanus onocrotalus), pelican creț (Pelecanus crispus), țigănuș (Plegadis falcinellus), lopătar (Platalea leucorodia), corcodel mare (Podiceps cristatus), corcodel cu gât roșu (Podiceps grisegena), corcodel cu gât negru (Podiceps nigricollis), pitulice de munte (Phylloscopus collybita), pițigoi de stuf (Panurus biarmicus), pițigoi albastru (Parus caeruleus), pițigoi mare (Parus major), mugurar (Pyrrhula pyrrhula), ciocîntors (Recurvirostra avosetta), cârstel de baltă (Rallus aquaticus), mărăcinar (Saxicola rubetra), mărăcinar negru (Saxicola torquata), corcodel mic (Tachybaptus ruficollis), pupăză (Upupa epops) și nagâț (Vanellus vanellus).

## Căi de acces
- Drumul național DN1B, pe ruta: Ploiești - Valea Popii - Valea Călugărească Albești-Paleologu - drumul național DN1D, în direcția: Cioranii de Sus - Cioranii de Jos - Jilavele, Ialomița (52 km)[10]